# 베트남 과학기술부
베트남 과학기술부(베트남어: Bộ Khoa học và Công nghệ / 部科學工藝)는 베트남 정부의 과학 기술 정책을 담당하는 중앙 정부 기관이다. 과학 기술 활동과 관련된 국가 행정을 담당하고, 과학과 기술 잠재력의 개발, 지적재산권, 표준화, 계측 및 품질 관리, 원자력 에너지, 방사선 및 원자력 안전을 담당한다.

## 조직 단위
- 사회 자연 과학과
- 경제 기술 분야 과학 기술과
- 기술 평가, 시험 및 평가과
- 첨단기술과
- 기획총무과
- 재무과
- 국제협력과
- 입법과
- 조직 및 인사과
- 사역 감독관
- 과학기술부 총국
- 남부 지방국
- 기술혁신국
- 국가 기술 기업 및 상업발전국
- 지적재산국
- 원자력 에너지국
- 과학기술 정보국
- 베트남 방사선 및 핵 안전청
- 표준, 계측 및 품질 감독국
- 호알락 하이테크 파크 관리 이사국

## 행정 단위
- 국립 과학 기술 정책 및 전략 연구 연구소 (NISTPASS)
- 국립 과학 기술 연구실
- 정보 통신 기술 센터
- 과학 및 개발 신문
- 베트남 과학 기술 잡지
- 과학기술부 관리 교육 연구소
- 국립 기술 진보 센터 (NACENTECH)
- 베트남 원자력위원회 (VAEC)
- 베트남 지적 재산권 연구소 (VIPRI)
- 베트남 과학 기술 평가 센터
- 베트남 과학 기술 국제화 추진 센터 (VISTIP)
- 지방 연구 개발 연구소
- 과학 기술 커뮤니케이션 센터
- 라이트 레이(Light Ray) 매거진
- VnExpress 온라인 신문 (산하 FPT 그룹의 자회사)
- 인증국
- 과학 기술 활동 등기소
- 과학 기술 출판사
- 하이테크 활동 및 S&T 기업 인증 사무소
- 국립 특허 기술 연구소